# Biache-Saint-Vaast
 Biache-Saint-Vaast  es una población y comuna francesa, situada en la región de Norte-Paso de Calais, departamento de Paso de Calais, en el distrito de Arras y cantón de Vitry-en-Artois.

## Demografía
| 3525 | 3860 | 4224 | 4032 | 3981 | 3923 |
| Para los censos de 1962 a 1999 la población legal corresponde a la población sin duplicidades (Fuente: INSEE [Consultar]) |      |      |      |      |      |

## Personajes relacionados
- Charles Delestraint